# Konrad I. von Lebus
Konrad war Bischof von Lebus von 1284 bis 1299.

## Leben
Am 12. November 1284 bestätigte er eine Urkunde von Herzog Przemysł von Großpolen für die Templerkommende Quartschen. 1287 erhielt Konrad von diesem Rechte für die Besitzungen des Bistums in und bei Kazimierz in Großpolen zugesprochen. In diesem Jahr urkundete er einmal in Seelow und nahm an einer Synode der polnischen Bischöfe in Gnesen teil. 
1290 urkundete Konrad in Göritz für das neue Zisterzienserinnenkloster Bernstein in der Neumark. Dies ist der erste erhaltene Nachweis für den Umzug des Domstifts Lebus an diesen Ort.
1295 nahm Konrad an der Krönung Przemysławs zum polnischen König teil. 1296 war er Zeuge einer Urkunde für das schlesische Kloster Heinrichau, ausgestellt in Neiße, und 1297 nahm er an der Krönung von Wenzel II. zum böhmischen König teil.
Von 1299 ist die letzte Urkunde erhalten, in der er einen Ablass für Spender für das Heilig-Geist-Spital in Salzwedel in der Altmark zusicherte.
Konrad ließ möglicherweise eigene Münzen im Bistum prägen.